# Dunaszerdahely
Dunaszerdahely (szlovákul Dunajská Streda, németül Niedermarkt, héberül סרדאהלי) magyar többségű város Szlovákiában, a Nagyszombati kerület Dunaszerdahelyi járásának székhelye, a Csallóköz központja.

## Fekvése
A Kisalföld szlovákiai részén, a Duna menti alföld vidékén, a Csallóköz szívében, Pozsonytól 48 km-re délkeletre helyezkedik el. 
A Csallóközt rengeteg vízfolyás szabdalta, így csak néhány kiemelkedés volt alkalmas emberi megtelepedésre. A mára már lecsapolt mocsarak nehezítették a mezőgazdasági művelést. A Csallóköz északnyugati része viszonylag ármentesebb terület volt. A délkeleti rész viszonylag homokosabb talajokban gazdag. A város mai területe, amely a „sziget” közepén, szárazabb kavicsos részen terül el, védettebb volt az árvizektől.

## Nevének eredete
Nevét szerdai napokon tartott hetivásárairól kapta. (A magyar 'szerda' szó szláv eredetű. A szláv nyelvekben etimológiailag a 'közép' jelentésű szóra vezethető vissza, ami arra utal, hogy a hét közepe.)

## Története
Dunaszerdahely környékéről már a bronzkorból (bronz raktárlelet) és a római korból (germán urnatemetkezések) is kerültek elő régészeti leletek.

### Középkor
2019-ben koraközépkori kemencés veremházat tártak fel a kemping melletti építkezési területen. Valószínűsíthetően a 9. századból származott egy sarkantyúkkal eltemetett személy sírja, amelyet a téglavetőnél tárt fel Ľudmila Kraskovská, 1947-ben. Állítólag további sírok (hozzávetőlegesen 20 sír) is megsemmisülhettek. A honfoglaló magyarok a Csallóköz viszonylag szárazabb területeire települtek, azonban Dunaszerdahely környékére vonatkozóan egyelőre csak szórványos adataink vannak.
1256-ból maradt fenn első írásos említése Svridahel alakban a pozsonyi káptalan IV. Béla királynak írt jelentésében. A jelentés említi Myrck (Márk) elöljárót. 1297-ben Szerdahely a Héder nembeli Hernard fia, Jakab mester birtoka volt.
A 14. században kialakul Szerdahely központi magja, a Szentfundusként említett városmag. A szó jelentése sérthetetlen vagy szent terület. Ez a katolikus templom körül elterülő, kőfallal elkerített területre utal, amelyen belül a temető is elterült. A falon kívül épült ki a település, zajlott a piacozás. A népi emlékezet az 1800-as évekig megmaradó kőfalat szerdahelyi várként említi.
1302-ben a pozsonyi káptalan okirata Sexe Zeredahel-i falunagyot és testvérét, Budát említi. 1305-ben Zeredahel-i Péter fia, András egyezséget köt a pozsonyi káptalan előtt. 1310-ben a pozsonyi káptalan előtt átiratott privilegiális oklevélben szerepel Sexe falunagy és Zeredahel-i Buda. 1321-ben Szent György templomának papja Pál volt. 1324-ben Miklós pozsonyi ispán jelentésében említik Szerdahely és Kürt piacait. 1332-ben papja Iwan. 1335-ben vásárhelyként szerepel. 1336-ban Péter fia Tamás liptói comes, csókakői és gesztesi várnagy, Póka fia, Kelemen halála után hűséges szolgálataiért magának kérte Pókaföldet, melyet Károly Róbert 1341-ben neki adományozott. Ekkor említik Szerdahely templomának védőszentjét Szent Györgyöt is. 1342-ből szintén Pókatelekre vonatkozó birtokügyi okirat maradt fenn, amelyben azt Szomor (Zomor) utódja, Miklós szerzi meg. Ugyanő 1345-ben a birtok negyedrészét elzálogosítja Keresztúri Apród Miklós fiának, Tamásnak. Miklóstól származtatja magát a pókateleki Szomor, ill. Kondé család.
1422-ben említik Jakab nevű plébánosát. 1429-ben Luxemburgi Zsigmond parancsában, melyben Komárom várának várnagyát utasítja az eltulajdonított jószág visszaszolgáltatására, mint mezőváros szerepel. A gyakori birtokháborítások miatt, a középkori források legtöbbször a pókatelki Kondé és Szomor családokat említik.

### Újkor

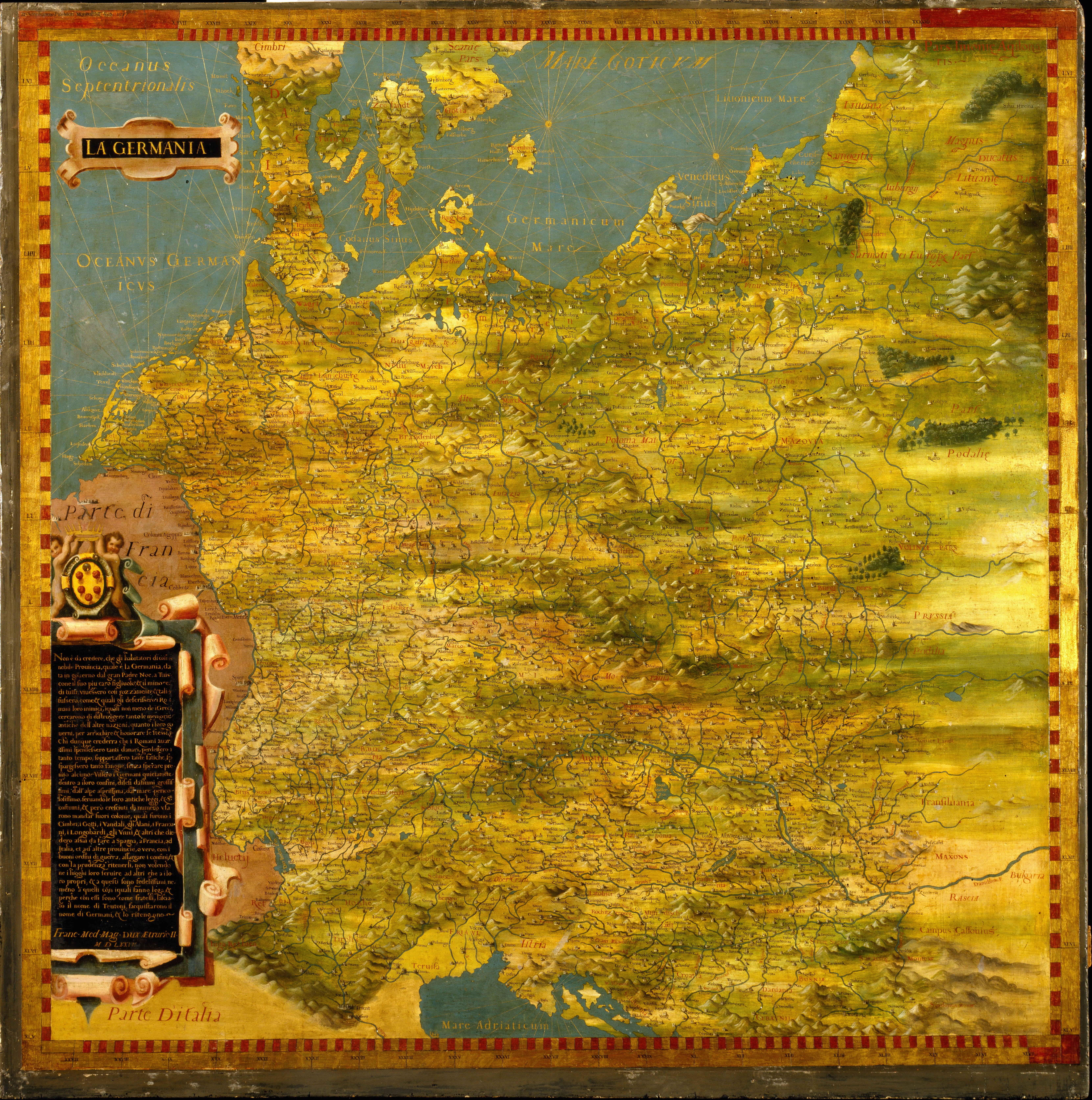
Szerdahely az 1577-es firenzei térképen

A 16. században újjáépült Szerdahely iskolája. Középkori eredetű templomát 1518-ban mellékhajóval bővítik ki. Szerdahelyet 1599-ben az erdődi Pálffy család kapta meg hitbizományi birtokul, akik egyben a helyi (katolikus) egyház, illetve templom kegyurai lettek. Ezen időszakban is több határvillongással találkozhatunk, hiszen a több egymás mellett létező település más és más nemesi család fennhatósága alatt állott. Újfalu birtokosa a Kondé család, Nemesszegen pedig több családot is találunk (például a Thuróczi, Kálmán, Perényi, Sörös, Németh, Bíró).[forrás?] Újabb mesterségek is megjelentek a városban (csizmadia, kovács, kalapos, kádár), amelyek céhekbe tömörültek.
Ezen korból származhat a település eredeti címere (pecsétje) is, hiszen az a gellei szék központi templomának védőszentjét Szent Pétert ábrázolja.[forrás?] Az 1574-es portaösszeírásban (26 jobbágy- és 3 nemesi család) is mint város szerepel, ennek ellenére Jozef Novák a legkorábbi, 1579-ből csak töredékesen fennmaradt, de valószínűsíthetően a 16. század elejéről származó pecsétlenyomatot nem tartja városi pecsétnek, feltételez azonban egy korábbi gótikus pecsétnyomót is.
A Pázmány Péter-féle vizitációkban Szent Györgynek szentelt temploma mint neves hely van megjelölve, s említik a templom mellett álló katolikus iskolát is. Az anyakönyvezést a plébánián 1673-tól vezetik rendesen.
A Rákóczi-szabadságharc idején Szerdahely felügyelt város volt, környékén a természeti viszonyok miatt nem folytattak jelentős küzdelmet. A 18. század első felében jelenik meg nagyobb számarányban a zsidóság, amit a Pálffy család is támogatott. A zsinagóga a katolikus templom mellett épült fel. Közép-Európa egyik jelentős zsidó hitközségévé nőtték ki magukat. Később a lakott területen kívül létesítettek izraelita temetőt, amely még ma is létezik Sikabony mellett.
A város rohamosan terjeszkedett. A Szent György-templomot 1742-ben renoválták és barokkizálták. Kolerajárvány is sújtotta a várost. 1777-ben egy Szentháromság-oszlopot állítottak, amely a pestisjárványokra emlékeztet. A 18. század végén a lakosok az Újfalu határában elterülő temetőbe temetkeztek. A pestisjárványok elkerülése érdekében Újfalun és Nemesszegen xenodochiumot (kórházat, ispotályt) építettek, ami 1869-ig működött. A templom köré temetkezést Mária Terézia magyar királynő rendeletére, egészségügyi okok miatt befejezték.
A 19. században lebontották a templom melletti kis kápolnát, majd a körülötte lévő falat is. A házak többségét még vályogból építették, fonott kéménnyel és döngölt padlóval, melyek tűzveszélyesek voltak. A 19. században három nagyobb tűzvész volt (1842, 1865 és 1887). 1864-ben a csizmadiacéhből alapították meg a tűzoltóságot.
Az 1848–49-es szabadságharc alatt már Duna-Szerdahely néven említik, bár jogilag csak később 1854-ben egyesítették Szerdahelyt, Nemesszeget, Újfalut és Előtejedet. Az egyesített városnak 7 vására volt: Márton-, Luca-, Piroska-napi, Virághéti, Keresztjárói, Magdolna- és László-napi. 1862-ben marhavész, majd 1866-ban fagykár és éhínség, két évvel később kolera tizedelte a lakosságot. 1870-re elkészült az egykori Széchenyi utcán felépült neológ zsinagóga és az evangélikus templom, amelynek tornya csak 1938-ban épült fel.

### 20. század

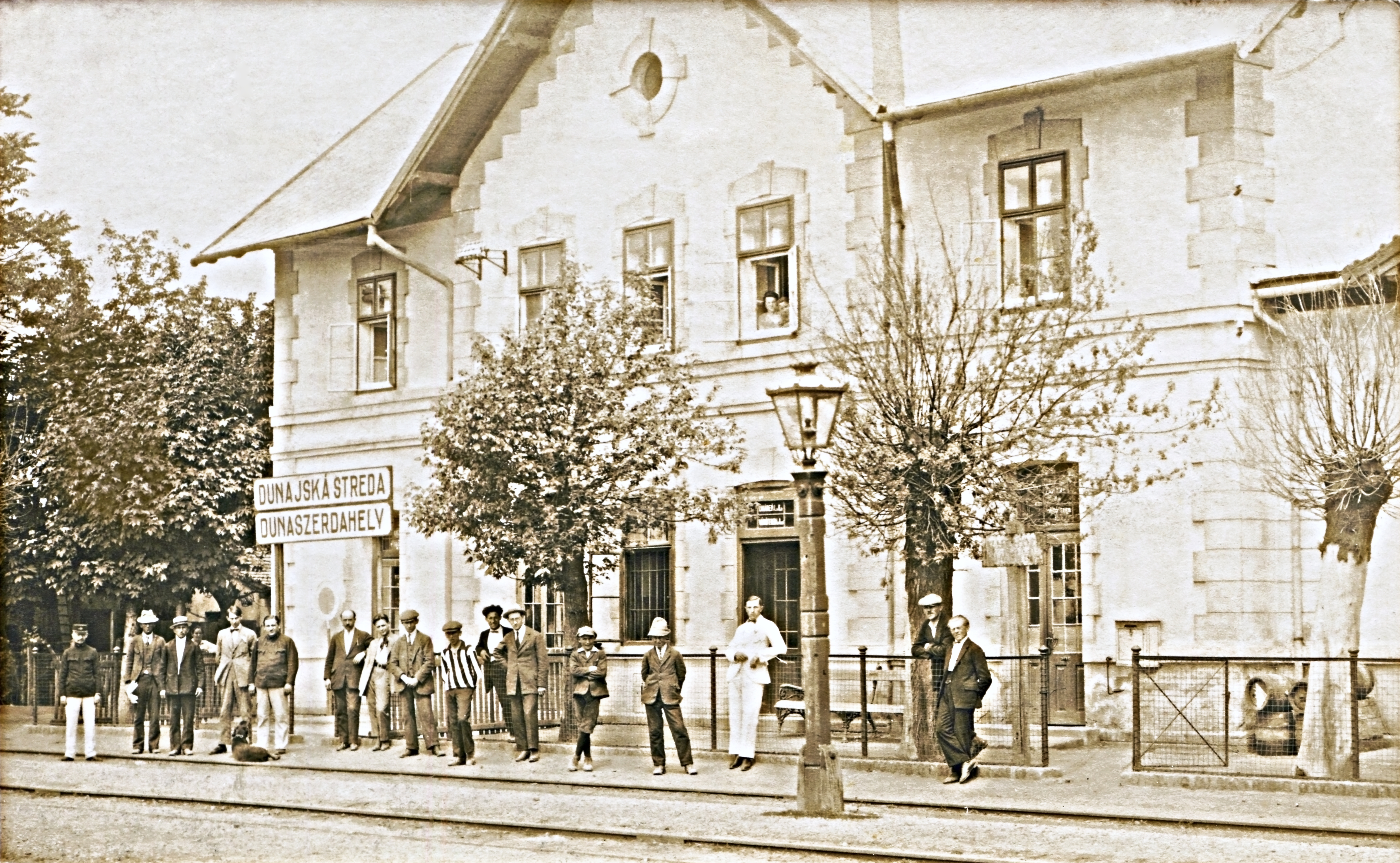
A (mára már lerombolt) szerdahelyi vasútállomás az 1930-as évek elejéről. Jól látható rajta a kétnyelvű helységnévtábla

Az első világháború alatt az élelmiszerek drágultak, több sorozás történt, a város hadikölcsönöket jegyzett, és szünetelt a tanítás. Már a háború elején létesítettek egy hadifogolytábort, ahová 1914 szeptemberében 10 ezer orosz hadifoglyot zártak. A háború itt a fogolytábor őrszázadának 1918. november 4-i fegyverletételével végződött. 1919. január 8-án cseh csapatok szállták meg a várost. Kihirdették a statáriumot, majd cseh hivatalnokok érkeztek a városba. A korábbi helyükön maradt állami alkalmazottaknak állampolgári esküt kellett tenniük. A trianoni békeszerződésig Pozsony vármegye Dunaszerdahelyi járásának volt a székhelye, azután jogilag is az első Csehszlovák Köztársaság része lett.
Az 1938-as, ún. I. bécsi döntés során visszakerült Magyarországhoz. A döntés előtti cseh ill. szlovák tárgyalások nehezen bár de haladtak, az olasz-német döntőbíróság tk. csak Pozsony és Nyitra kérdésében hozott számunkra kedvezőtlen megoldást az összefüggő magyar nyelvterület kapcsán. Az olaszok azzal békítettek, hogy viszont visszakapjuk Kassát, Ungvárt s Munkácsot. A franciák, britek tudomásul vették, nem ellenkeztek. Az olaszok ill. a németek csak a vitás kérdésekben döntöttek mint Pozsony s Nyitra hovatartozása, amely végén a magyar állam elsőként ismerte el a tk. Szlovákia függetlenségét.
A város kitörő lelkesedéssel fogadta az 1938 novemberében visszatérő magyar honvédeket. A második világháborúban a német megszállás idején (1944 júniusában) a város lakosságának közel felét alkotó zsidó közösséget (mintegy háromezer fő) elhurcolták. A város és a környék sok férfija veszett oda a szovjetekkel s románokkal vívott harcokban, sok ifjú vagy kiskorú is akiket besoroztak Leventekatonáknak.
A város 1945 tavaszán jutott ismét ellenséges kézre, ezúttal szovjet s román csapatok vonultak be, nyomukban az érthetetlen bosszútól lihegő csehszlovák helytartók. Ezt a teljesen megegyezéses alapú jogszerű egyezményt 1945-47-ben semmisnek nyilvánítottak s megindult a magyarok elűzése, kitelepítése , a szlovákok betelepítése, mely a mai napig tart.
1960-ban ismét várossá nyilvánították, ekkor csatolták ismét hozzá az addig különálló Sikabony települést is (1939-ben már egyszer összevonták). A város a közel 120 ezer lelket számláló Dunaszerdahelyi járás legjelentősebb kulturális, közigazgatási és gazdasági központja. Pozsony közelségének köszönhetően (mindössze 37 km) igen dinamikusan fejlődik.

## Népessége
| Év:            | 1994.  | 2004.   | 2014.   | 2024.   |
| -------------- | ------ | ------- | ------- | ------- |
| Emberek száma: | 23 797 | 23 562  | 22 553  | 22 826  |
| Eltérés:       |        | -0,98 % | -4,28 % | +1,21 % |

| Év:            | 2023.  | 2024.   |
| -------------- | ------ | ------- |
| Emberek száma: | 22 892 | 22 826  |
| Eltérés:       |        | -0,28 % |

Dunaszerdahely lakónépessége 2011. december 31-én 22 477 fő volt, ami Nagyszombati kerület össznépességének 4%-át tette ki, és a kerület második legnagyobb városa. A település lakosságszáma a dualizmus éveiben, érdemben nem nőtt. A két világháború között a magyarság száma csökkenni kezdett, főleg az elvándorlások miatt. A második világháborút követően erőteljes szlovákosítás és kitelepítés indult meg, a németek száma pedig a mérhetőség határára esett.
A 2011-es népszámlálási adatok szerint a magukat vallási közösséghez tartozónak valló dunaszerdahelyiek túlnyomó többsége római katolikusnak tartja magát. Emellett jelentős egyház a városban, még a református.
1880-ban Dunaszerdahely 4182 lakosából 3531 magyar, 416 német, 55 szlovák, 2 szerbhorvát és 1 egyéb anyanyelvű, 31 idegen és 134 csecsemő volt. Ebből 2109 római katolikus, 1874 zsidó 120 evangélikus, 78 református és 1 más vallású. Sikabony 607 lakosából 585 magyar 1 szlovák, 1 egyéb anyanyelvű és 20 csecsemő volt. Ebből 503 római katolikus, 78 református és 26 zsidó volt. Ollétejed 107 lakosából 106 magyar anyanyelvű és 1 csecsemő volt. Ebből 106 római katolikus és 1 református.
1900-ban Dunaszerdahely 4821 lakosából 4481 magyar, 286 német, 33 szlovák, 3 ruszin és 19 egyéb anyanyelvű volt. Sikabony 767 lakosából 754 magyar, 9 szlovák és 4 német anyanyelvű volt. Ollétejed 121 lakosából 119 magyar, 1 szlovák és 1 egyéb anyanyelvű volt.
1910-ben 4762 lakosából 4679 magyar anyanyelvű volt.
1930-ban 6280 lakosából 2944 magyar és 2186 zsidó nemzetiségű volt.
2001-ben 23 519 lakosából 18 756 magyar, 3588 szlovák, 353 cigány, 147 cseh és 24 német volt.
2011-ben 22 477 lakosából 16 752 magyar és 4373 szlovák volt. Anyanyelvi adatok szerint: 17 813 magyar, 3343 szlovák, 488 cigány, 607 fő nem válaszolt.
2021-ben 23 044 lakosából 16 577 (+579) magyar, 4386 (+438) szlovák, 87 (+399) cigány, 4 (+7) ruszin, 331 (+35) egyéb és 1659 ismeretlen nemzetiségű volt.

## Városrészek

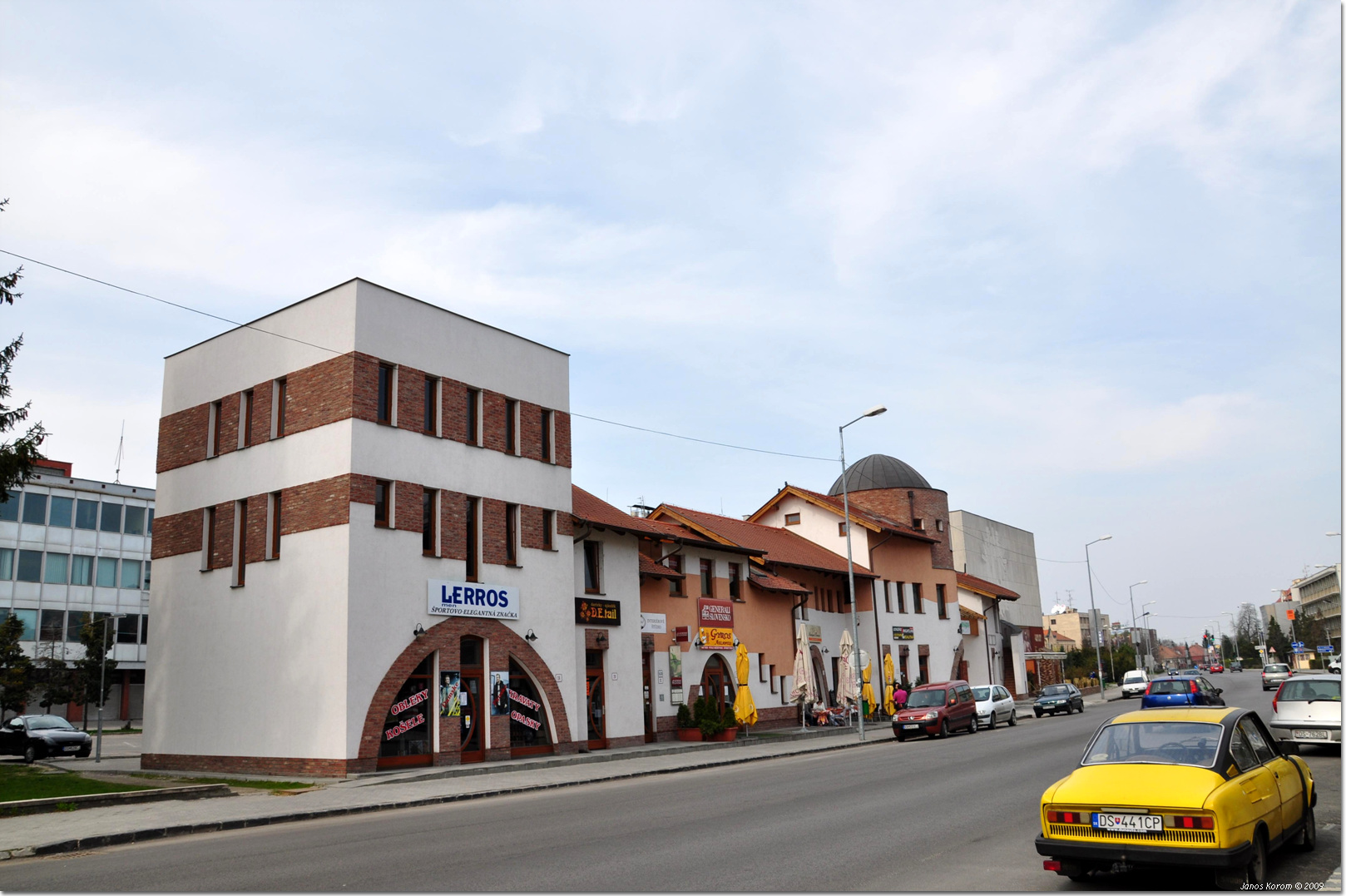
Városközpont

A mai város területe több korábbi településből jött létre. Ezek: Szerdahely, Bazsótejed, Csótfalva, Előtejed vagy Kistejed, Enyed, Lidértejed, Nemesszeg, Ollétejed (Mliečany), Pódafa Zöldfasor része, Pódatejed egy része, Pókatelek, Rény, Sikabony (Malé Blahovo), Sóssziget, Újfalu.
- Városközpont (Centrum)
- Északi I., II. lakótelep (Sídlisko Sever I., II.)
- Keleti lakótelep (Sídlisko Východ)
- Nyugati lakótelep (Sídlisko Západ)

## Önkormányzat
A 2010-es önkormányzati választások eredményeként 25 tagú képviselő testületét a Magyar Közösség Pártja (MKP)13, a Most–Híd 11, és egy független képviselő alkotja.

## Gazdasága
A város az 1990-es évek közepéig a dél-szlovákiai élelmiszeripar egyik fellegvára volt, az ország élelmiszer-gazdasági válsága azonban kihatott a város iparára is, s az szerkezetileg jelentősen átalakult. Az élelmiszeripari múltat 2007-től csak a Tauris Danubia húsfeldolgozó vállalat képviseli, ugyanis az ország legmodernebb cukorgyárát is – amely Juhocukor néven létesült 1969-ben, s a rendszerváltás után az Eastern Sugar francia–angol multinacionális cég vette meg – 2007-ben bezárták. Cukorgyára az 1980-as évek kezdetén évente megközelítőleg 380 ezer tonna cukorrépát dolgozott fel. Napjainkban a város több multinacionális elektrotechnikai, gépipari és építőipari nagyvállalatnak ad otthont (mozgólépcsőgyártás, széfgyártás, dobozgyártás stb.). Az 1970-es évek óta a város fontos idegenforgalmi központ; 1973-ban létesült a 26 hektáron elterülő, gyógyhatású vízzel rendelkező termálfürdője. A város fontos teherforgalmi logisztikai központtá vált a 2005-ben létrehozott ipari parkjának, valamint a város közvetlen szomszédságában megépült logisztikai telepeknek (Királyfiakarcsa, Kisudvarnok) köszönhetően. Az ezredfordulót követően a szolgáltatások rendkívül gyors fejlődésnek indultak, a város Dél-Szlovákia legnagyobb kereskedelmi központjává vált.

## Kultúra, oktatás, szórakozás
- A város a szlovákiai magyar szellemi élet egyik központja (itt székel két könyvkiadó (NAP, LILIUM AURUM), található itt irodalmi kávéház és színház (SZEVASZ – Szerdahelyi Városi Színház)), underground művészeti klub (NFG-1 FILM), évente számos kulturális fesztiválnak ad otthont (Dunamenti Tavasz, Tündérkert Fesztivál, Dunaszerdahelyi Zenei Napok , „Éjszaka a Vermes-villában” stb.), a város oktatási intézményei az ország legszínvonalasabb intézményei közé tartoznak, a városban több szlovákiai és magyarországi egyetem folytat kihelyezett egyetemi, illetve főiskolai képzést.
- Itt székel a Csemadok (Szlovákiai Magyarok Társadalmi és Közművelődési Szövetsége) Művelődési Intézete.
- THERMALPARK termálfürdő és wellness-központ, a város termálfürdője és wellness-központja Szlovákia egyik legszínvonalasabb és leglátogatottabb fürdő-turisztikai létesítménye.
- A város minden év szeptemberében megrendezi a Csallóközi vásárt a Vásártéren (Szabadidőparkban).
- A Csallóköz a járás egyetlen kétnyelvű, magyar és szlovák írásokat is tartalmazó regionális újságja.
- Az InfoCsallóköz regionális hetilapot 2012-ben alapították.
- 2013 óta a Vermes-villában rendezik meg a Dunaszerdahelyi Kastélyfesztivált.[32]

### Magyar tannyelvű alapiskolák
- Kodály Zoltán Alapiskola
- Szabó Gyula Alapiskola
- Vámbéry Ármin Alapiskola
- Szent János egyházi Alapiskola

A város összes alapiskolájába járó 2895 tanuló 63,4%-a (1834 diák) tanult a négy magyar tanítási nyelvű alapiskolában a 2019/2020-as tanévben.

### Középiskolák
Igazi oktatási központként 4 gimnázium, 6 szakiskola és 2 speciális szakiskola várja a környék tanulóit. Összesen 2506 diák (ebből: 2321 fő, 85% magyarul) jár a város középfokú oktatási intézményeibe.

### Sportélete
A DAC Dunaszerdahely, a város sportklubja a 20. század elején alakult. Elődje az 1908-ban alapított DSE (Dunaszerdahelyi Sport Egylet) volt, amely 1919-ig működött a településen. A csehszlovák éra kezdetén, 1920-ban alakult meg maga a DAC (Dunaszerdahelyi Atlétikai Club). A városban a legnépszerűbb sportága a labdarúgás; az FC DAC 1904 labdarúgócsapat az ország egyik legnagyobb múltú sportegyesülete. A labdarúgás mellett országos elismertségűek az egyesület asztaliteniszezői, sakkozói, atlétái és kézilabdázói is.

## Látnivalók

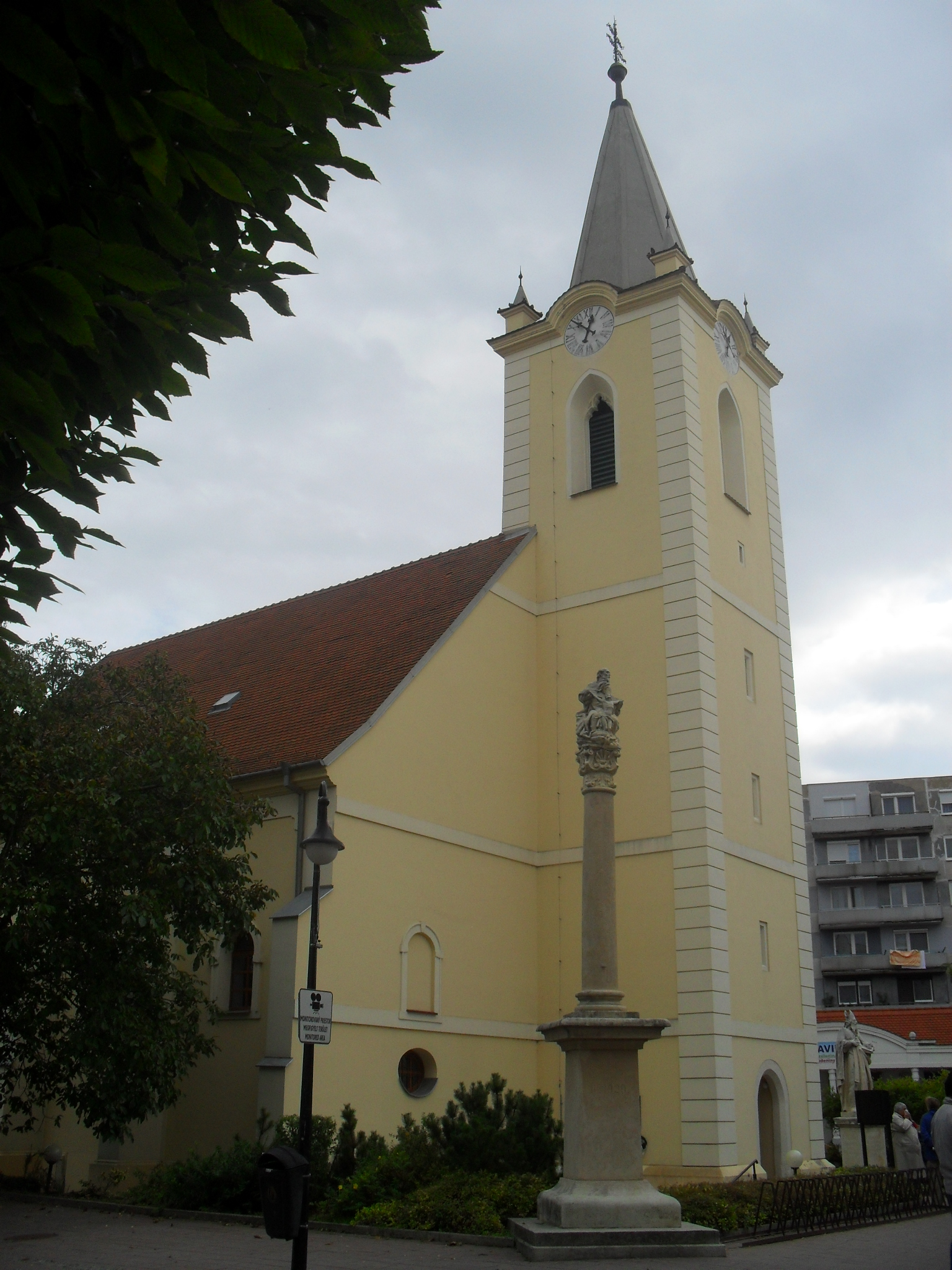
A szerdahelyi katolikus templom

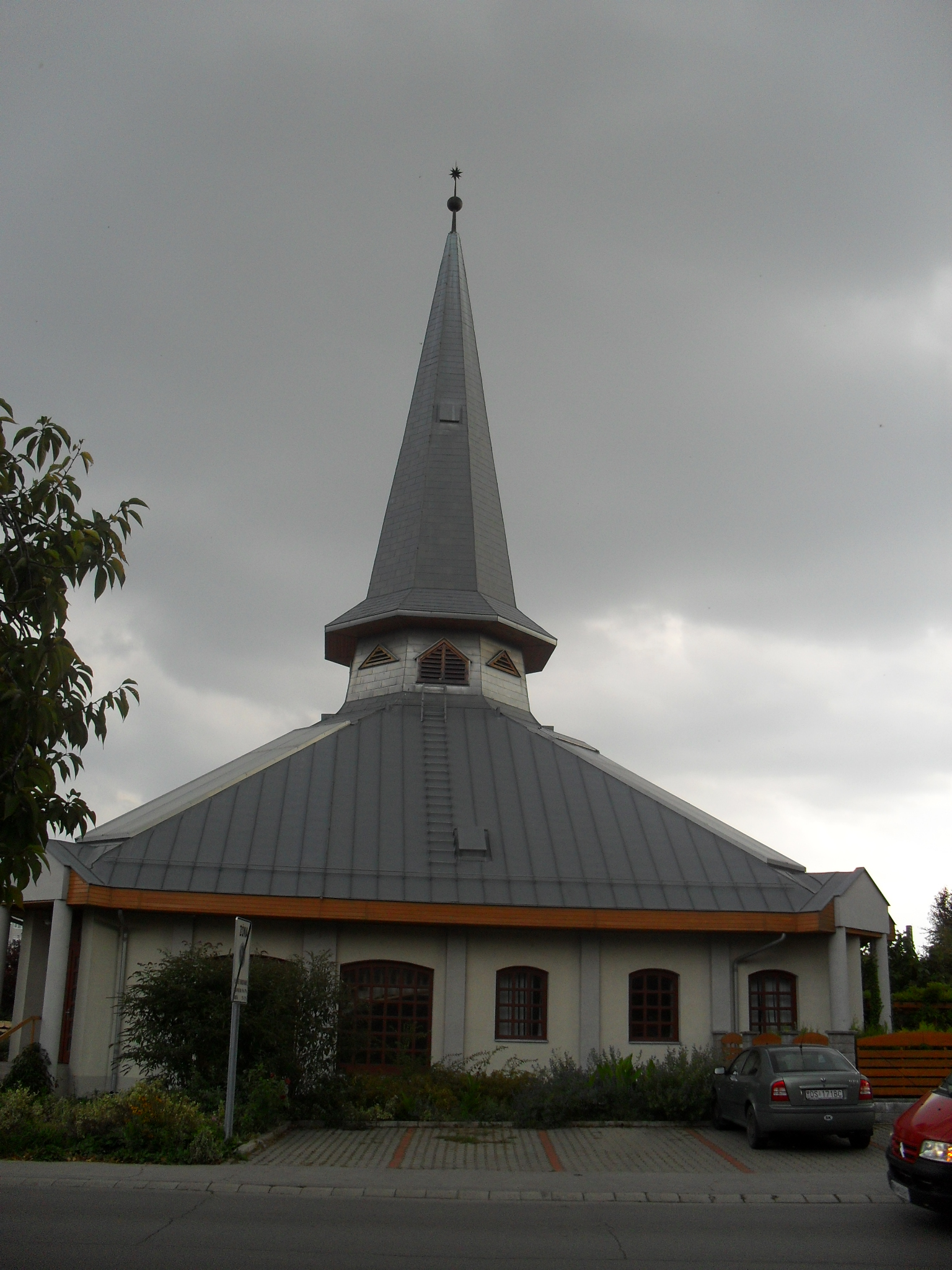
A szerdahelyi református templom

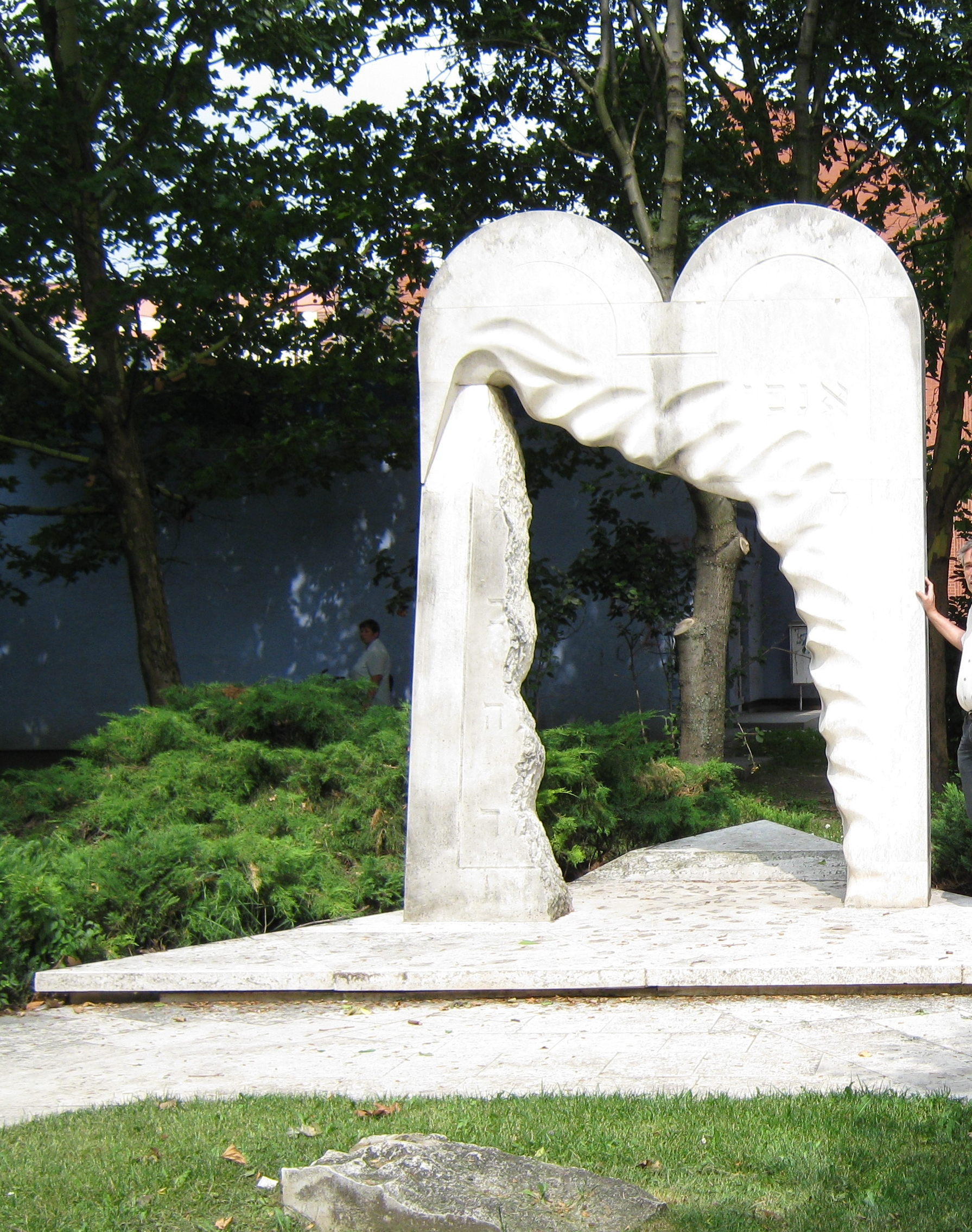
Holokauszt-emlékmű

- A Szent György tiszteletére szentelt római katolikus temploma a város legrégibb történelmi és vallásos emléke. Helyén már a korai Árpád-korban is állt egy (valószínűleg) fatemplom, a mai kőtemplom alapja pedig (amelynek a legrégibb részei a szentély, a főhajó és a torony) a hagyomány szerinti 1329-es esztendőben épült. Nagyobb átalakításokat 1518-ban (egy mellékhajóval bővítik), illetve 1742–43-ban élt meg, amikor barokk stílusban újították, renoválták a teljes épületet, emelve a falait és a tornyát – ezzel mai formáját is elnyerte (de nem szentelték újra). Főoltárán a Mária mennybevétele festmény látható, felette a templom védőszentje, Szent György lovas szobrával. Mellékoltárain Szent István, illetve a fájdalmas pieta ábrázolását figyelhetjük meg. A templom kriptájába temetkezett a pókateleki Kondé család.
- Evangélikus temploma 1863-83 között épült neoromán stílusban.
- 1996-ban épült posztmodern stílusban a református templom
- Egykori, 1869-re felépült épült ortodox zsinagógája 1945-ben bombatalálatot kapott, 1951-ben lebontották, helyén a holokauszt áldozatainak 1991-ben felavatott emlékműve áll.
- Sárga-kastély, melyet Padányi Biró Márton veszprémi püspök építtetett a 18. század derekán, majd a 19. század elején klasszicizált a Kondé család. A kastély termei ma a Csallóközi Múzeumnak adnak otthont.
- Vermes-villa, melyet a Vermes család épített a 20. század legelején, ma a Kortárs Magyar Galéria otthona.
- A város idegenforgalmi látványosságának számít az organikus építészet jegyeit magán viselő épületek sokasága, melyek többségét Makovecz Imre tervezte.
- 1848/49-es szabadságharc emlékműve
- a Fehér kastély, amit Bacsák Móricz épített a korábbi Bacsák-kúria helyén, s az 1970-es években lebontották. A helyén található a városi posta.
- Szent István szobra
- Bihari János szobra
- Vámbéry Ármin szobra
- A fiókáit tápláló pelikán szobra
- A 2. világháború áldozatainak szoborparkja
- A diktatúrák áldozatainak emlékműve
- Az 1956-os forradalom emlékműve
- Kortárs Magyar Galéria
- ArtMa Galéria
- Szladits Károly szobra[34]

A város a szlovákiai képzőművészet egyik jelentős központja, legjelentősebb galériái a Kortárs Magyar Galéria és az Art-Ma Galéria.
- Csallóközi Múzeum

Csallóköz történelmét és népművészetét bemutató gazdag állandó tárlattal rendelkező múzeum, ahol rendszeresen szerveznek ideiglenes kiállításokat is.
- Csallóközi Könyvtár

A városban van a régió legnagyobb könyvtára, ahol számos értékes könyvritkaság megtalálható.
- Termálfürdő. Hévize egy 2500 m mélységben fekvő 60–120 m vastagságú vízrétegből származik. Első, 1968-ban fúrt kútjának vízhozama 16 liter/másodperc, vízhőmérséklete 92 °C.

## Híres emberek

### Itt született
- 1732-ben pókateleki Kondé Miklós nagyváradi püspök, tudós, a bécsi Pázmáneum rektora, a magyar királyi ítélőtábla főpapja
- 1735 körül Horváth József római katolikus plébános.
- az 1800-as években Bacsák Móricz huszárezredes, a ma már nem létező dunaszerdahelyi Fehér-kastély építtetője (a Bacsák-kúria helyén)
- 1821. január 3-án Csaplár Benedek piarista paptanár, néprajzkutató, az MTA tagja, a néphagyományok gyűjtésének egyik első szervezője, írói álnéven Karcsanyéki Gáspár
- 1871. december 27-én Szladits Károly jogász, egyetemi tanár, az MTA tagja
- 1869. január 5-én Csermely Gyula ügyvéd, író
- 1880-ban Bohus Géza, Dunaszerdahely vezető jegyzője
- 1883. augusztus 12-én Marczell Mihály, a XX. század egyik legnagyobb hatású katolikus magyar nevelője, a budapesti Központi Szeminárium egykori rektora, esztergomi főegyházmegyés áldozópap, pápai kamarás, tiszteletbeli kanonok, prelátus, 1948-tól apostoli protonotárius; egyetemi tanár, rektor, papnevelő, egyházi író, szerkesztő, cenzor és hitszónok
- 1894. május 22-én vitéz Sarlay István alezredes, első világháborús hős (Bosznia-Hercegovinai harcok, kitüntetve: Signum Laudis hadiszalagon kardokkal, Nagy ezüst vitézségi érem, Kis ezüst és bronz vitézségi érem, Károly Csapatkereszt stb.), 1923-tól a Vitézi Rend tagja, magyar arisztokrácia körében is ismert személyiség (vadászatok a főnemesekkel, tiszti díszőrség tagja Habsburg–Tescheni Frigyes főherceg ravatalánál stb.), az Első Magyar Kartonlemezgyár Rt. főtisztviselője
- 1898-ban Csörgey Imre ollétejedi törvénybíró, ősi nemesi família sarja
- 1904-ben Széher Vilmos, 1923-ban a Csallóközi Központi Bank tisztviselője, 1938 elején a Szlovák általános Hitelbank helyi fiókjában működött, 1939-től banktisztviselő szülővárosában. A Dunaszerdahelyi Tűzoltó Testület parancsnoka, leventeoktató, presbiter, az Egyesült Magyar Párt választmányi tagja
- 1905. április 15-én Herman Steiner világhírű sakkozó, az 1940-es és 1950-es években az USA legjobb sakknagymestere
- 1923. augusztus 14-én Ács György biokémikus professzor
- 1928-ban Kraus Dávid, Izrael egykori magyarországi nagykövete
- 1955. január 5-én Lipcsey György Munkácsy Mihály-díjas szobrászművész
- 1963. január 28-án Németh Ilona[35] Munkácsy Mihály-díjas képzőművész
- 1971. március 4-én Orosz Kinga, a Selye János Egyetem Tanárképző Karának dékánja
- 1976. augusztus 20-án Gergely István, a magyar vízilabda-válogatott tagja
- 1978. október 2-án Varga Viktor színész
- 1978. november 16-án Gál Tamás Jászai Mari-díjas színész, rendező, színigazgató
- 1988. július 29-én Bíró Szabolcs író, hagyományőrző
- 1984. július 27-én Szabó András (Emil Goodman) filmrendező

### Itt töltötte gyermekéveit
- Vámbéry Ármin nyelvtudós, utazó, a Magyar Földrajzi Társaság egyik alapítója
- Dr. Stredl Terézia, pszichológus, egyetemi oktató, a város díszpolgára
- Itt szolgált Kürtössy András (1648–1732) királyi tanácsos, prépost-kanonok és választott püspök.
- Itt szolgált Mészáros Ferenc líceumi tanár.
- Itt szolgált Kisfaludy Zsigmond (1837–1926) római katolikus plébános, pozsonyi kanonok, történetíró.
- Itt szolgált Farkas Mihály esztergomi tiszteletbeli kanonok, szentszéki ülnök.
- Itt hunyt el 2011-ben Gáspár Tibor történész, komáromi tanár.

## Testvérvárosai
- Gödöllő, Magyarország (1994)
- Szabadka, Szerbia
- Székelyudvarhely, Románia
- Győr, Magyarország
- Zenta, Szerbia
- Zsombolya, Románia
- Beregszász, Ukrajna
- Dalaman, Törökország
- Jindřichův Hradec, Csehország[36][37]